# Прато (футбольный клуб)
«Прато» — итальянский футбольный клуб из города Прато, выступающий во «Втором дивизионе Профессиональной лиги», четвёртом по силе дивизионе чемпионата Италии. Основан в 1908 году. Домашние матчи проводит на стадионе «Лунгобизенцио», вмещающем 6750 зрителей. Последний раз команда играла в «Серии B» в 1964 году.

## История
На данный момент команда соревнуется в «Серии D».
| Серия | Количество сезонов | Первое появление | Последнее появление |
| ----- | ------------------ | ---------------- | ------------------- |
| A     | 1                  | 1928—1929        | 1928—1929           |
| B     | 15                 | 1922—1923        | 1963—1964           |
| C     | 53                 | 1930—1931        | 2017—2018           |
| D     | 26                 | 1952—1953        | 2020—2021           |